# Marcos Rocha (futebolista)
Marcos Luís Rocha Aquino (Sete Lagoas, 11 de dezembro de 1988) é um futebolista brasileiro que atua como lateral-direito. Atualmente defende o Grêmio.

## Carreira

### Começo no Atlético-MG
Marcos Rocha chegou às categorias de base do Atlético-MG em julho de 2006, vindo do Bela Vista. Em 2008, foi promovido ao elenco profissional pelo técnico Geninho, mas logo foi emprestado ao Uberlândia, e em seguida ao CRB, por meio de uma parceria que o Atlético tinha com o clube alagoano.
Na temporada 2009, Marcos Rocha voltou ao time profissional do Atlético, desta vez sob o comando do técnico Leão. Sua estreia ocorreu após a lesão do então titular da lateral-direita, Sheslon, durante um treino na Cidade do Galo. Marcos Rocha fez sua primeira partida contra o Social, no Ipatingão, com vitória do Atlético por 3 a 0. O primeiro gol com a camisa alvinegra não demorou a acontecer, e foi na goleada por 5 a 0 contra a Itabaiana, em Sergipe. Ao longo da temporada, oscilou em alguns momentos e foi preservado pelo técnico Celso Roth.

### Empréstimo a Ponte Preta
Para a temporada de 2010, o jogador começou nos planos de Vanderlei Luxemburgo, mas em pouco tempo foi emprestado à Ponte Preta, com contrato firmado até o fim do ano. O jogador acertou sua ida no dia 23 de fevereiro. Após o fim do Campeonato Paulista, o jogador se desligou da Macaca e o Galo repassou o jogador ao América-MG.

### Destaque no América-MG
No Coelho, firmou como titular e foi peça importante para a volta da equipe à elite nacional. Figurou nos melhores jogadores da Série B e conquistou o Troféu Guará de melhor lateral-direito. Para a temporada 2011, a diretoria do Galo aceitou emprestar o atleta por mais um ano ao América-MG. Destaque em boa parte do ano pelo Coelho, o lateral foi o melhor da posição no futebol mineiro e conquistou novamente o Troféu Guará com larga vantagem. Ao fim dos dois anos terminou com 69 partidas e marcou cinco gols.

### Retorno ao Atlético-MG

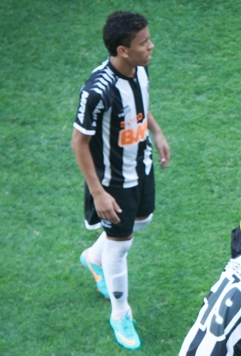
Marcos Rocha no Atlético Mineiro em 2012

Para o ano de 2012, a diretoria do Atlético informou ao América-MG que não aceitaria uma nova negociação e o jogador passou a fazer parte do elenco principal alvinegro sob o comando de Cuca. Titular durante boa parte do Campeonato Mineiro, Marcos Rocha ajudou o clube a conquistar o 41º título do campeonato mineiro de forma invicta, o primeiro em sua carreira.
E também foi jogador importante para a disputa do Campeonato Brasileiro. Suas boas atuações fizeram com que fosse eleito para a Seleção do Brasileirão com mais três jogadores de sua equipe: Leonardo Silva, Réver e Bernard. Além disso, ganhou a Bola de Prata. Também, foi convocado na seleção para o Super Clássico das Américas. Marcos Rocha terminou o ano muito valorizado e recebendo proposta de clubes europeus. Segundo o próprio jogador:
| “ | O ano foi maravilhoso para mim. Só lamento a gente não ter conquistado o título do Campeonato Brasileiro, já que lideramos por muito tempo, mas fizemos uma campanha de campeão. Chegar à Seleção Brasileira foi algo incrível para mim, pois ano passado eu ainda estava no América-MG. Já passei por altos e baixos no futebol, por desconfiança de dirigentes e treinadores, mas hoje estou muito contente com tudo que vem acontecendo. | ” |

Sempre atuando como titular, Marcos Rocha se destacou no Atlético pela sua regularidade, sempre atuando em alto nível. Prova disso é que voltou a ganhar a Bola de Prata em 2014 e foi novamente eleito para a seleção do Brasileirão em 2013, 2014 e 2015. Foi uma peça importante do time para as conquistas dos Campeonatos Mineiros de 2013 e 2015, além de três títulos inéditos para o Atlético: a Copa Libertadores da América de 2013, a Recopa Sul-Americana de 2014 e a Copa do Brasil de 2014.
No dia 26 de abril de 2017, Marcos Rocha seguiu escrevendo seu nome na centenária história do clube. Na vitória por 2 a 0 sobre o Libertad (PAR), pela Copa Libertadores, Marcos Rocha completou 275 jogos com a camisa do Galo, se tornando o jogador que mais vezes defendeu a lateral direita do time. Frente aos paraguaios, o lateral bateu a marca de Nelinho, que, entre 1983 e 1988, vestiu a camisa do clube por 274 vezes.
Ainda em 2017, Rocha seguiu batendo marcas importantes. No dia 22 de outubro, o lateral entrou para o seleto grupo de jogadores que completaram 300 partidas pelo Atlético. A marca foi atingida na vitória atleticana, por 3 a 1, sobre seu arquirrival Cruzeiro, no Mineirão.
Marcos Rocha encerrou sua passagem pelo Galo ao fim de 2027, com 301 jogos e dono da lateral-direita entre 2012 e 2017, participou de títulos históricos, como a Libertadores de 2013 e a Copa do Brasil de 2014. Também foi campeão mineiro em quatro ocasiões (2012, 2013, 2015 e 2017), além de ter levantado as taças da Recopa Sul-Americana de 2014.

### Palmeiras

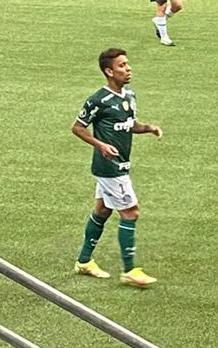
Marcos Rocha com o Palmeiras em 2022

Em 27 de dezembro de 2017, assinou por empréstimo de uma temporada com o Palmeiras, que em troca cedeu Róger Guedes para o Atlético Mineiro pelo mesmo período. Em 10 de janeiro de 2019 rescindiu com o Atlético e assinou em definitivo com o Palmeiras por quatro temporadas.
Em 2018, Marcos Rocha foi importante na conquista do Campeonato Brasileiro de 2018, sob o comando do técnico Luiz Felipe Scolari, dando uma mostra de sua importância no que tange às assistências: o camisa 2 somou oito passes a gol no ano, ficando na quarta posição dentre os atletas do elenco (atrás apenas de Willian, com 9, Lucas Lima, com 12, e de Dudu, com 19).
Em 2019, o lateral-direito continuou sendo importante na função de servir seus companheiros. Foi o segundo maior garçom do elenco, com sete passes a gol, ao lado de Gustavo Scarpa – ambos ficaram atrás apenas de Dudu (líder disparado no quesito, com 18).
E não são só as assistências. Os desarmes de Marcos Rocha também chamaram a atenção do Alviverde Paulista. No quesito desarmes, Rocha fechou o Brasileirão de 2019 como o atleta que mais atravancou jogadas rivais ao longo do campeonato nacional, com 103 desarmes, enquanto o ala-esquerdo Diogo Barbosa apareceu na 3ª posição com 80, isolado. Gregore, volante do Bahia, ficou na 2ª colocação do ranking, com 102 lances coibidos.
No ano de 2020, aos 31 anos, uma partida em especial de Rocha chamou a atenção. Após a goleada por 4 a 0 sobre o Oeste, pela 3ª rodada do Paulista, no Pacaembu, o lateral-direito, de acordo com dados do Footstats, saiu de campo como líder em três fundamentos no Campeonato Paulista: assistências, cruzamentos e desarmes.
Em maio de 2021, em partida contra o Defensa y Justicia pela Libertadores, Rocha chegou a 150 jogos disputados com a camisa do Palmeiras.
Em 27 de novembro de 2021, foi novamente campeão da Copa Libertadores da América, com a vitória do Palmeiras sobre o Flamengo por 2 a 1, no Estádio Centenario, em Montevidéu. Com o título, Marcos Rocha entrou para a lista de brasileiros com mais títulos de Libertadores, assim como seu companheiro de equipe, Willian. Rocha conquistou o bicampeonato com o Palmeiras em 2020 e 2021, além do título de 2013, pelo Atlético-MG.
Na partida contra o Santo André, disputada em 19 de fevereiro, pelo Campeonato Paulista de 2022, Marcos Rocha chegou a 186 jogos pelo Palmeiras, o que o colocou entre os dez laterais que mais atuaram pelo clube na história, ultrapassando Roberto Carlos.
Em abril de 2022, renovou seu contrato com o Palmeiras por mais um ano, até o final de 2023. No dia 30 de abril, Rocha chegou a duzentos jogos pelo Palmeiras, na vitória contra a Juazeirense, pela Copa do Brasil. Em dezembro de 2023, o Palmeiras anunciou a renovação de Rocha por mais um ano, até o fim de 2024.
Em maio de 2024, o lateral-direito Marcos Rocha atingiu uma nova marca histórica no Palmeiras. Titular na vitória de 5 a 0 diante do Liverpool do Uruguai, pela quarta rodada da Copa Libertadores, o jogador completou, no estádio Centenário, em Montevidéu, 300 partidas disputadas pelo time alviverde. Em outubro, estendeu seu vínculo com o Palmeiras por mais um ano, até o fim de 2025.

### Grêmio
Em 15 de agosto de 2025, o Grêmio acertou a contratação do lateral-direito. No dia 19 de agosto, ocorreu o anúncio oficial.

## Seleção Brasileira
Com atuações de destaque pelo Atlético durante o Campeonato Brasileiro, Marcos Rocha foi convocado para a Seleção brasileira pelo técnico Mano Menezes, para disputa do Superclássico das Américas contra a Argentina. Ficou no banco de reservas durante os dois jogos, mas viu sua seleção ser campeã mais uma vez do Superclássico das Américas. Em janeiro de 2017, Rocha também seria convocado para defender o Brasil no amistoso diante da Colômbia.

## Estatísticas
Atualizadas até 21 de fevereiro de 2025.[carece de fontes?]
Clubes
| Clube             | Temporada         | Campeonato nacional | Campeonato nacional | Campeonato nacional | Copa nacional[a] | Copa nacional[a] | Copa nacional[a] | Competições continentais[b] | Competições continentais[b] | Competições continentais[b] | Outros torneios[c] | Outros torneios[c] | Outros torneios[c] | Total | Total | Total   |
| Clube             | Temporada         | Jogos               | Gols                | Assist.             | Jogos            | Gols             | Assist.          | Jogos                       | Gols                        | Assist.                     | Jogos              | Gols               | Assist.            | Jogos | Gols  | Assist. |
| ----------------- | ----------------- | ------------------- | ------------------- | ------------------- | ---------------- | ---------------- | ---------------- | --------------------------- | --------------------------- | --------------------------- | ------------------ | ------------------ | ------------------ | ----- | ----- | ------- |
| Uberlândia        | 2008              | —                   | —                   | —                   | —                | —                | —                | —                           | —                           | —                           | 9                  | 0                  | 0                  | 9     | 0     | 0       |
| Uberlândia        | Total             | —                   | —                   | —                   | —                | —                | —                | —                           | —                           | —                           | 9                  | 0                  | 0                  | 9     | 0     | 0       |
| CRB               | 2008              | 14                  | 3                   | 0                   | —                | —                | —                | —                           | —                           | —                           | —                  | —                  | —                  | 14    | 3     | 0       |
| CRB               | Total             | 14                  | 3                   | 0                   | —                | —                | —                | —                           | —                           | —                           | 0                  | 0                  | 0                  | 14    | 3     | 0       |
| Atlético Mineiro  | 2009              | 10                  | 1                   | 2                   | 3                | 1                | 0                | 1                           | 0                           | 0                           | 10                 | 0                  | 3                  | 24    | 2     | 5       |
| Atlético Mineiro  | 2010              | —                   | —                   | —                   | —                | —                | —                | —                           | —                           | —                           | 1                  | 0                  | 0                  | 1     | 0     | 0       |
| Atlético Mineiro  | Total             | 10                  | 1                   | 2                   | 3                | 1                | 0                | 1                           | 0                           | 0                           | 11                 | 0                  | 3                  | 25    | 2     | 5       |
| Ponte Preta       | 2010              | —                   | —                   | —                   | 3                | 0                | 0                | —                           | —                           | —                           | 9                  | 0                  | 0                  | 12    | 0     | 0       |
| Ponte Preta       | Total             | —                   | —                   | —                   | 3                | 0                | 0                | —                           | —                           | —                           | 9                  | 0                  | 0                  | 12    | 0     | 0       |
| América Mineiro   | 2010              | 28                  | 3                   | 0                   | —                | —                | —                | —                           | —                           | —                           | —                  | —                  | —                  | 28    | 3     | 0       |
| América Mineiro   | 2011              | 30                  | 2                   | 10                  | 0                | 0                | 0                | —                           | —                           | —                           | 12                 | 0                  | 0                  | 42    | 2     | 10      |
| América Mineiro   | Total             | 58                  | 5                   | 10                  | 0                | 0                | 0                | —                           | —                           | —                           | 12                 | 0                  | 0                  | 70    | 5     | 10      |
| Atlético Mineiro  | 2012              | 34                  | 1                   | 4                   | 4                | 0                | 0                | —                           | —                           | —                           | 13                 | 2                  | 3                  | 51    | 3     | 7       |
| Atlético Mineiro  | 2013              | 29                  | 2                   | 4                   | 2                | 2                | 0                | 13                          | 0                           | 2                           | 15                 | 1                  | 1                  | 59    | 5     | 7       |
| Atlético Mineiro  | 2014              | 20                  | 0                   | 2                   | 6                | 0                | 0                | 8                           | 0                           | 2                           | 11                 | 0                  | 4                  | 45    | 0     | 8       |
| Atlético Mineiro  | 2015              | 22                  | 2                   | 5                   | 2                | 0                | 0                | 3                           | 0                           | 0                           | 9                  | 1                  | 0                  | 36    | 3     | 5       |
| Atlético Mineiro  | 2016              | 15                  | 0                   | 1                   | 3                | 0                | 0                | 10                          | 0                           | 3                           | 13                 | 0                  | 4                  | 41    | 0     | 8       |
| Atlético Mineiro  | 2017              | 21                  | 0                   | 5                   | 3                | 0                | 0                | 7                           | 0                           | 1                           | 18                 | 0                  | 0                  | 49    | 0     | 6       |
| Atlético Mineiro  | Total             | 141                 | 5                   | 21                  | 20               | 2                | 0                | 41                          | 0                           | 8                           | 79                 | 4                  | 12                 | 281   | 11    | 41      |
| Palmeiras         | 2018              | 20                  | 1                   | 2                   | 5                | 0                | 0                | 3                           | 0                           | 1                           | 17                 | 0                  | 1                  | 45    | 1     | 4       |
| Palmeiras         | 2019              | 30                  | 2                   | 3                   | 2                | 0                | 0                | 7                           | 1                           | 2                           | 8                  | 0                  | 0                  | 47    | 3     | 5       |
| Palmeiras         | 2020              | 22                  | 0                   | 1                   | 6                | 0                | 1                | 9                           | 0                           | 1                           | 15                 | 2                  | 3                  | 52    | 2     | 6       |
| Palmeiras         | 2021              | 22                  | 0                   | 0                   | 1                | 0                | 0                | 10                          | 1                           | 0                           | 6                  | 0                  | 0                  | 39    | 1     | 0       |
| Palmeiras         | 2022              | 28                  | 0                   | 5                   | 4                | 0                | 0                | 8                           | 0                           | 2                           | 12                 | 0                  | 2                  | 52    | 0     | 9       |
| Palmeiras         | 2023              | 20                  | 1                   | 1                   | 3                | 0                | 0                | 6                           | 1                           | 0                           | 13                 | 0                  | 0                  | 42    | 2     | 1       |
| Palmeiras         | 2024              | 28                  | 0                   | 2                   | 3                | 0                | 0                | 6                           | 0                           | 1                           | 14                 | 0                  | 5                  | 51    | 0     | 8       |
| Palmeiras         | 2025              | 0                   | 0                   | 0                   | 0                | 0                | 0                | 0                           | 0                           | 0                           | 9                  | 0                  | 1                  | 9     | 0     | 1       |
| Palmeiras         | Total             | 170                 | 4                   | 14                  | 24               | 0                | 1                | 48                          | 3                           | 7                           | 86                 | 2                  | 11                 | 339   | 9     | 33      |
| Total na carreira | Total na carreira | 393                 | 18                  | 47                  | 51               | 3                | 1                | 92                          | 3                           | 15                          | 212                | 6                  | 27                 | 750   | 29    | 89      |

- a. ^ Jogos da Copa do Brasil
- b. ^ Jogos da Copa Sul-Americana, Copa Libertadores e Recopa Sul-Americana
- c. ^ Jogos do Campeonato Mineiro Módulo II, Campeonato Mineiro, Amistoso, Campeonato Paulista, Copa do Mundo de Clubes da FIFA, Florida Cup e Primeira Liga do Brasil

### Seleção Brasileira
Abaixo estão listados todos jogos, gols e assistências do futebolista pela Seleção Brasileira. Abaixo da tabela, clique em expandir para ver a lista detalhada dos jogos de acordo com a categoria selecionada.
Seleção principal
| Ano   |       |      |         |       |
| Ano   | Jogos | Gols | Assist. | Média |
| ----- | ----- | ---- | ------- | ----- |
| 2013  | 2     | 0    | 0       | 0     |
| 2017  | 0     | 0    | 0       | 0     |
| Total | 2     | 0    | 0       | 0     |

|    | Data                  | Local                         | Resultado | Adversário | Gols | Assist. | Competição |
| -- | --------------------- | ----------------------------- | --------- | ---------- | ---- | ------- | ---------- |
| 1. | 24 de abril de 2013   | Mineirão, Belo Horizonte, BRA | 2–2       | Chile      | 0    | 0       | Amistoso   |
| 2. | 7 de setembro de 2013 | Mané Garrincha, Brasília, BRA | 6–0       | Austrália  | 0    | 0       | Amistoso   |

## Títulos
Atlético Mineiro
- Campeonato Mineiro: 2012, 2013, 2015 e 2017
- Copa Libertadores da América: 2013[20]
- Recopa Sul-Americana: 2014
- Copa do Brasil: 2014
- Florida Cup 2016

Palmeiras
- Campeonato Brasileiro: 2018, 2022 e 2023
- Campeonato Paulista: 2020, 2022, 2023 e 2024
- Copa Libertadores da América: 2020 e 2021
- Copa do Brasil: 2020
- Recopa Sul-Americana: 2022
- Supercopa do Brasil: 2023[21]

Seleção Brasileira
- Superclássico das Américas: 2012

### Prêmios individuais
- Melhor lateral-direito do Campeonato Mineiro: 2010, 2011, 2016 e 2017
- Troféu Guara: 2010, 2011, 2012, 2013, 2014, 2015 e 2016
- Prêmio Craque do Brasileirão: 2012, 2013, 2014, 2015 e 2022
- Bola de Prata: 2012, 2014 e 2022
- Troféu Globo Minas: 2013, 2015, 2016 e 2017
- Seleção do Campeonato Paulista: 2018
- Troféu Mesa Redonda: 2019